# Психологія особистості
Психологія особистості — галузь психологічних знань, яка займається вивченням психічних властивостей людини як цілісного утворення, як певної системи психічних якостей, що має відповідну структуру, внутрішні зв'язки, характеризується індивідуальністю та взаємопов'язана з навколишнім природним і соціальним середовищем.

## Предмет психології особистості
Назва цієї дисципліни вказує на те, що її предметом є психологічна феноменологія особистості. На теперішній час не має загально прийнятого визначення особистості. Але, по-перше, — це людина як суб'єкт суспільних стосунків, соціальних взаємин та свідомої діяльності. По-друге, особистість інтегрує всі психічні процеси, стани і властивості, наприклад, — уяву, пам'ять, мислення, мотив, темперамент, характер тощо. Це вказує на те, що будь-які явища у психіці людини існують та функціонують виключно як елемент, невіддільна складова цієї системи. Тобто, особистість — це форма існування людської психіки. Названі ознаки є базовими та найважливішими у функціональній структурі цього феномену.
Об'єднавчим ядром особистості є Я-концепція або Я-образ: її знання, уявлення про себе як про окремого індивіда, що існує в певних суспільних умовах, її ставленні до себе, до своїх властивостей, особливостей.

## Основні напрямки в психології особистості
- Глибинна психологія особистості
  - Психоаналіз З. Фрейда
  - Індивідуальна психологія А. Адлера
  - Гуманістичний психоаналіз Е. Фромма
  - Психоаналітична теорія невротичних конфліктів К. Хорні
  - Аналітична теорія особистості К. Г. Юнга
  - Его-психоаналіз Е. Еріксона
  - Трансакційний аналіз Е. Берна
- Гуманістична психологія
  - Гуманістична теорія особистості А. Маслоу
  - Людино-центрований підхід К. Роджерса
- Аксіологічна психологія особистості
- Екзистенціальна психологія
  - Dasein-аналіз Л. Бінсвангера і М. Босса
  - Американська школа екзистенціальної психології — І. Ялом, Р. Мей, Дж. Бьюдженталь.
  - Логотерапія В. Франкла
  - Екзистенційний аналіз А. Ленгле
- Когнітивний та соціально-когнітивний напрямки в психології особистості
  - Теорія особистісних конструктів Дж. Келлі
  - Соціально-когнітивна теорія особистості А.Бандури
  - Соціально-когнітивна теорія особистості Дж. Роттера
- Біхевіоріальна психологія
  - Теорія оперантного навчання Б. Скіннера
- Диспозиційний напрямок в теорії особистості
  - диспозиційна теорія особистості Г. Олпорта
  - Структурна теорія рис особистості Р. Кеттелла
- Психопатологія особистості
  - Теорія психопатології душевного життя К. Ясперса
  - Теорія особистісних акцентуацій К. Леонгарда
  - Патопсихологія особистості Б. В. Зейгарник
  - Клінічна психологія особистості П. С. Гуревич